# Comté de Lancaster (Virginie)
Pour les articles homonymes, voir Comté de Lancaster.
Le comté de Lancaster est un comté de Virginie, aux États-Unis.